# Sommer (motorfiets)
Sommer is een merk van motorfietsen. Sommer-Motorradtechnik, Eppstein.
Duitse dealer voor de Indiase Royal-Enfield-motorfietsen die in 2005 een eigen model presenteerde dat was voorzien van een 462 cc Hatz-dieselmotor.